# Guillermo Bellido Yábar
Guillermo Bellido Yábar (Cusco, 14 de agosto de 1926 - Lima, 1 de diciembre del 2012) fue un periodista, empresario y político peruano. Fue miembro del partido Acción Popular, siendo diputado por Cusco durante el periodo 1980-1985 y regidor de la municipalidad provincial del Cusco en 1967.

## Biografía
Guillermo Bellido Yábar nació en la ciudad del Cusco, el 14 de agosto de 1926. Vivió su infancia en la Hacienda Piedra Grande, en Paucartambo, junto a sus padres Manuel Bellido Tagle y Rosa Angélica Yábar Zamora.
Sus estudios primarios y secundarios los realizó en la ciudad del Cusco siendo integrante de la primera promoción del Colegio La Salle en 1944. Luego, viajó a Uruguay con la intención de estudiar medicina.
En 1956 contrajo matrimonio con Zoila Luglio Gil. De vuelta en el Cusco, trabajó como periodista en el diario “El Sol” llegando a ser director del mismo y, luego presidente del Directorio de la Empresa Editorial Cusco S.A. De 1970 a 1971 presidió la Cámara de Comercio del Cusco y, entre 1971 y 1974, el directorio del Banco de los Andes.

## Trayectoria
Como político, incursiona como militante de Acción Popular, partido político fundado por Fernando Belaúnde Terry.
En las elecciones municipales de 1966, Guillermo Bellido fue elegido como regidor de la Municipalidad provincial del Cusco por la coalición entre Acción Popular y el Partido Demócrata Cristiano.
En 1980, fue elegido diputado por el departamento del Cusco para el periodo parlamentario 1980-1985.
En su gestión, ocupó las presidencias de las Comisiones de Turismo y de Banca. Propulsó la Ley N° 24027 - Ley General de Turismo (actualmente derogada), y tuvo una participación importante en la promoción de proyectos que siempre consideró importantes para el desarrollo del Cusco, tales como la construcción del Aeropuerto Internacional de Chincheros.
Culminando su gestión, Bellido intentó ser reelegido en las elecciones de 1985, sin embargo, no tuvo éxito y decidió retornar al ámbito periodístico y empresarial, siendo miembro de “Comersa” y columnista en el Diario Expreso.

## Fallecimiento
El 1 de diciembre del 2010, Guillermo Bellido Yábar falleció a los 84 años en la ciudad de Lima.